# Protokorinthische Oinochoe (Heidelberg 69/4)
Mit der protokorinthischen Oinochoe besitzt die Antikensammlung der Universität Heidelberg unter der Inventarnummer 69/4 ein herausragendes Stück der korinthischen Keramik.

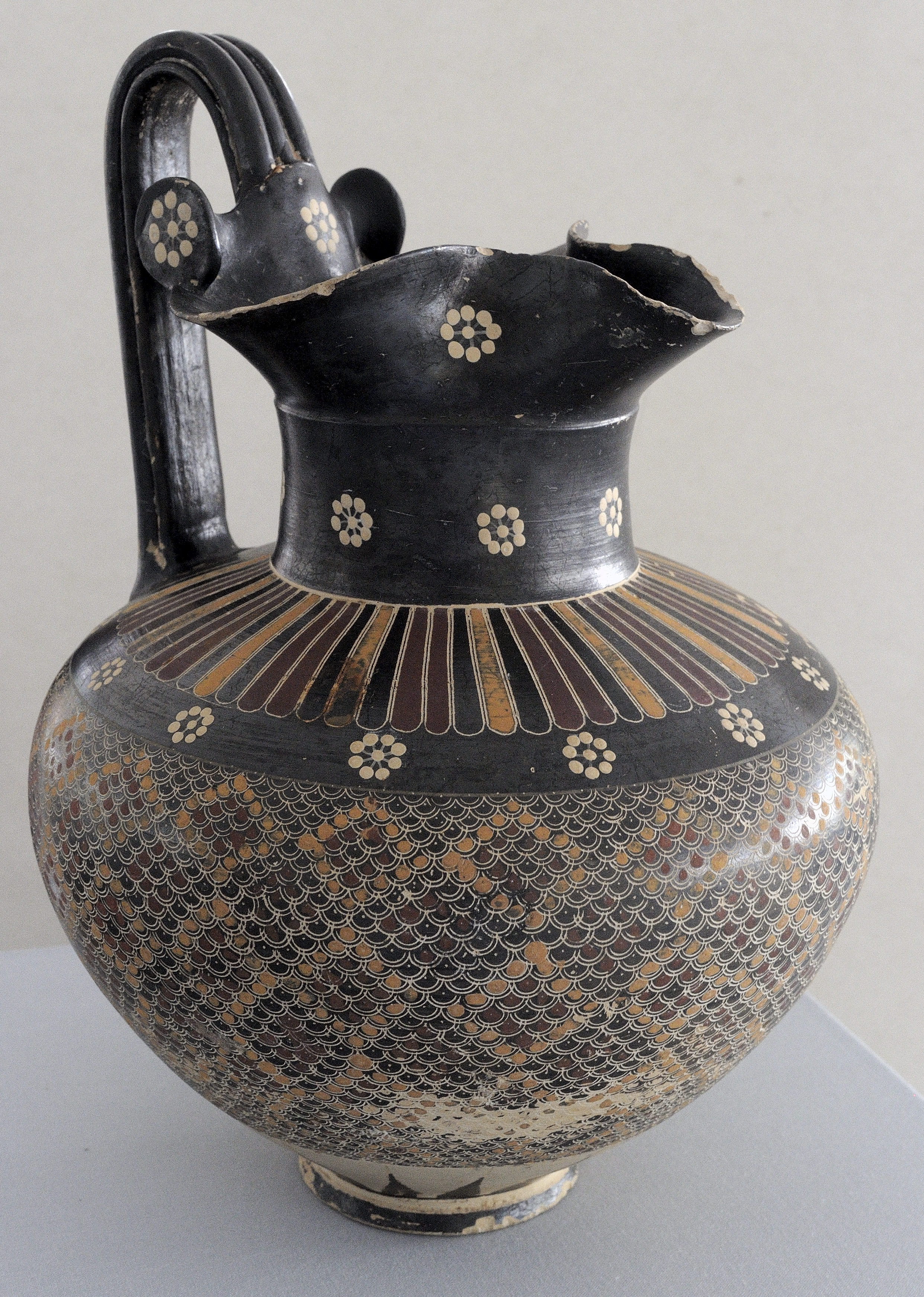
Die Kanne im Heidelberger Museum

Die große, bauchige Oinochoe mit Kleeblattmündung hat eine Höhe von 29,8 Zentimetern und einen maximalen Durchmesser von 21,6 Zentimetern. Das Gefäß ist weitestgehend intakt, einzig der Henkel wurde geklebt, eine Rotelle wurde ergänzt, die Mündung ist leicht bestoßen und die Malerei ist auf einer Seite etwas verrieben. Roland Hampe bezeichnete das Stück wegen der ausgewogenen Proportionen als „Meisterwerk der Töpferkunst“. Ähnlich qualitätvoll ist die Bemalung. Hauptmotiv ist – abgesehen von einer kleinen, mit Strahlen verzierten Fläche über dem Fuß und der Vasenschulter mit vereinzelten Rosetten und nach oben folgendem Zungenband – ein über den gesamten Bauch verteiltes Schuppenmuster. Die Schuppen sind farbig gefüllt und bilden durch ihre Farbgebung größere gelbe und schwarze Rhomben, die ihrerseits mit kleineren roten Rhomben gefüllt sind und in der Mitte einen schwarzen Schuppenpunkt als zentrales Motiv haben. Durch die sich wiederholenden geometrischen Muster wird ein auffälliger optischer Effekt erzielt. Hals und Mündung sind wie das Schulterband in Schwarz gehalten und mit in größeren Abständen gereihten Punktrosetten gefüllt. Auch der Ansatz des dreifach profilierten Henkels und die Rotellen sind mit diesem Muster verziert. Das Zungenmuster auf der Schulter ist wie das Schuppenmuster dreifarbig gehalten. Auf zwei purpurne Zungen folgte immer eine schwarze Zunge, zentral eine goldene Zunge, dann wieder eine Zunge in Schwarz und zwei in Purpur. Der Standring erinnert an Metallvorbilder. Auf der Unterseite des Fußes gibt es zwei Firnisringe.
Der schwarze Überzug ist von großer Qualität und erzeugt ein sehr tiefes Schwarz, das mit den Deckfarben ausgezeichnet kontrastiert. Die Schuppenränder werden von zwei konzentrischen Halbkreisen gebildet und wurden möglicherweise mit einem Doppelzirkel gefertigt. Die Einstichpunkte des Zirkels sind noch erkennbar. Derartige Schuppenmuster sind durchaus typisch für die Übergangszeit vom protokorinthischen zum korinthischen Stil, ungewöhnlich jedoch in dieser Form bei Kannen dieser Größe. Im Allgemeinen wurden mit diesem Muster als Hauptmotiv nur kleinere Kannen verziert, während es bei Kannen dieser Größe als ein Gestaltungselement neben figürlichen Bildern, zumeist Tierfriesen, diente.
Die Kanne wurde 1969 durch Roland Hampe auf der Kunst- und Antiquitätenmesse in Bern bei Heidi Vollmoeller, einer Nichte des Malers Hans Purrmann, für das Antikenmuseum der Universität Heidelberg erworben. Sie wird um das Jahr 630 v. Chr. datiert.